# Factor activador de célula B
El Factor activador de célula B, también conocido como BAFF por las iniciales en inglés de B-Cell Activatig Factor, o miembro de la superfamilia de ligando del factor de necrosis 13B, es una proteína que en humanos está codificada por el gen TNFSF13B. BAFF cuenta con una diversidad de nombres: estimulador de linfocitos B (BLyS), ligando 1 expresado en leucocitos y relacionado con el TNF y ApoL (TALL-1), antígeno CD257 (cúmulo de diferenciación 257).

## Estructura y función
BAFF es una citoquina que pertenece a la familia de ligandos del factor de necrosis tumoral (TNF).  Es un ligando para los receptores TNFRSF13B/TACI, TNFRSF17/BCMA, y TNFRSF13C/BAFF-R. Es expresada en las células B y actúa como un potente activador de células B, además se ha demostrado que juega un papel importante en la proliferación y diferenciación de dichas células.
BAFF es un péptido glicoproteico de 285 aminoácidos que en el residuo 124 está glicosado. Se expresa como una proteína transmembrana unida a la membrana tipo II en diversos tipos de células como monocitos, células dendríticas y células de la médula ósea. La forma transmembrana puede escindirse de la membrana, generando fragmentos de proteínas solubles. Pueden encontrarse en forma soluble o unidos a la membrana. Las concentraciones en estado estacionario de BAFF dependen de las células B y también de la expresión de receptores de unión a BAFF.
BAFF es un ligando natural de 3 inusuales receptores del factor de necrosis tumoral llamados BAFF-R (BR3), TACI (ligando de interacción de ciclofilina, activador transmembrana y calcio modular) y BCMA (antígeno de maduración de célula B), todos ellos tienen diferentes afinidades de unión. Estos receptores se expresan principalmente en los linfocitos B maduros y su expresión varía en función de la maduración de las células B (TACI también se encuentra en un subconjunto de células T y BCMA en células plasmáticas). BAFF-R está implicado en la regulación del desarrollo de células B. TACI se une peor ya que tiene mayor afinidad a una proteína similar a BAFF, llamada APRIL (A PRoliferation-Inducing Ligand). BCMA muestra un fenotipo de unión intermedio y se unirá tanto a BAFF como a APRIL. La señalización a través de BAFF-R y BCMA estimula los linfocitos B para la proliferación y para contrarrestar la apoptosis. Todos estos ligandos actúan como homotrímeros (es decir, tres de la misma molécula) interactuando con receptores homotriméricos, aunque BAFF ha sido conocido por ser activo ya sea como hetero- u homotrímero (pueden agregarse en 60-mérico dependiendo de la estructura primaria de la proteína).

## Interacciones
Se ha demostrado que el factor de activación de célula B interactúa con TNFRSF13B, TNFSF13 y TNFRSF17.
La interacción entre BAFF y BAFF-R activa la señalización de vía clásicas (canónicas) y alternativas (no canónicas) NF-κB. Esta interacción desencadena señales esenciales para la formación y mantenimiento de la célula B, importante para su supervivencia.

## Producción recombinante
El BLyS humano se ha expresado y purificado en E. Coli. La proteína BLyS en bacterias modificadas puede ser más del 50% del total de proteínas de la bacteria y todavía conserva actividad después de un procedimiento de purificación.

## Importancia clínica
Como inmunoestimulante, BAFF (BLyS, TALL-1) es necesario para mantener la inmunidad normal. Bajos niveles de BAFF hacen que las células B no se activen para producir suficiente inmunoglobulinas y da lugar a una situación de inmunodeficiencia.
Niveles excesivos de BAFF causa una producción anormalmente alta de anticuerpos, que deriva en lupus eritematoso sistemático, artritis reumatoide y muchas otras enfermedades autoinmunes.
Belimumab (fármaco con el nombre comercial Benlysta) fue desarrollado por Human Genome Sciences y Cambridge Antibody Technology, GlaxoSmithKline adquirió los derechos del fármaco. Es un anticuerpo monoclonal que inhibe la actividad biológica de BAFF y se encuentra en ensayos clínicos para el tratamiento del lupus eritematoso sistémico y otras enfermedades autoinmunes.
BAFF se ha encontrado en biopsias de trasplante renal con rechazo agudo y correlativo con la apariencia de CD4. Niveles elevados de BAFF pueden iniciar inmunidad de células B aloreactivas y células T, por lo que puede haber un rechazo a aloinjertos. Bajos niveles de BAFF transcrito (o un mayor nivel de BAFF soluble) muestran un mayor riesgo de producir anticuerpos específicos del donante en los pacientes investigados. Los anticuerpos específicos del donante se unen con mayor afinidad al endotelio vascular del injerto y activan el complemento. Este proceso ocurre en infiltración de neutrófilos, hemorragias, deposición de fibrina y agregación plaquetaria. Orientando las interacciones BAFF-R pueden proporcionar nuevas posibilidades terapéuticas en el trasplante.
Blisibimod, es un antagonista selectivo de BAFF, está siendo desarrollado por Antera Pharmaceutical como un tratamiento para el lupus eritematoso sistémico. Actualmente bajo investigación en ensayos clínicos.
BAFF puede ser un nuevo mediador de la inflamación relacionada con los alimentos. Altos niveles están presentes en no-atópicos comparados con pacientes atópicos, y no hay correlación alguna entre BAFF e IGE, lo que sugiere que BAFF podría estar involucrado en las reacciones no mediadas por IgE. BAFF es una de las citoquinas más importantes relacionada con la modulación del sistema inmune y profundamente conectada con los alimentos y la nutrición; es producida en las células de la mucosa intestinal cuando ciertos alimentos reaccionan con la inmunidad innata y determinan la inflamación. 
BAFF se ha estudiado en pacientes con enfermedad inflamatoria intestinal. Además, en pacientes celíacos, los niveles de BAFF en suero se reducen tras una dieta libre de gluten. La misma reducción de niveles está presente en la recientemente definida “Sensibilidad al gluten no celíaca” (una reacción al gluten que provoca los mismos síntomas que la celiaquía y podría implicar hasta el 20% de individuos aparentemente sanos). Los síntomas inducidos por este tipo de alimentos causa los fenómenos inflamatorios, que a menudo son indistinguibles de los síntomas de la enfermedad celíaca. BAFF es también un inductor de la resistencia a la insulina y puede ser un fuerte vínculo entre la inflamación y la diabetes o la obesidad.
BAFF da al organismo una especie de señal de peligro y por lo general, según las teorías evolucionistas, cada ser humano responde al peligro activando genes ahorradores con el fin de almacenar grasa y evitar la inanición. También comparte muchas actividades con PAF (Factor de activación de plaquetas), y ambos son marcadores de las reacciones no mediadas por IgE en la reactividad a los alimentos.